# Echinocereus fasciculatus
Echinocereus fasciculatus är en kaktusväxtart som först beskrevs av Georg George Engelmann och Benjamin Daydon Jackson, och fick sitt nu gällande namn av L.D.Benson. Echinocereus fasciculatus ingår i släktet Echinocereus och familjen kaktusväxter. Inga underarter finns listade i Catalogue of Life.

## Bildgalleri

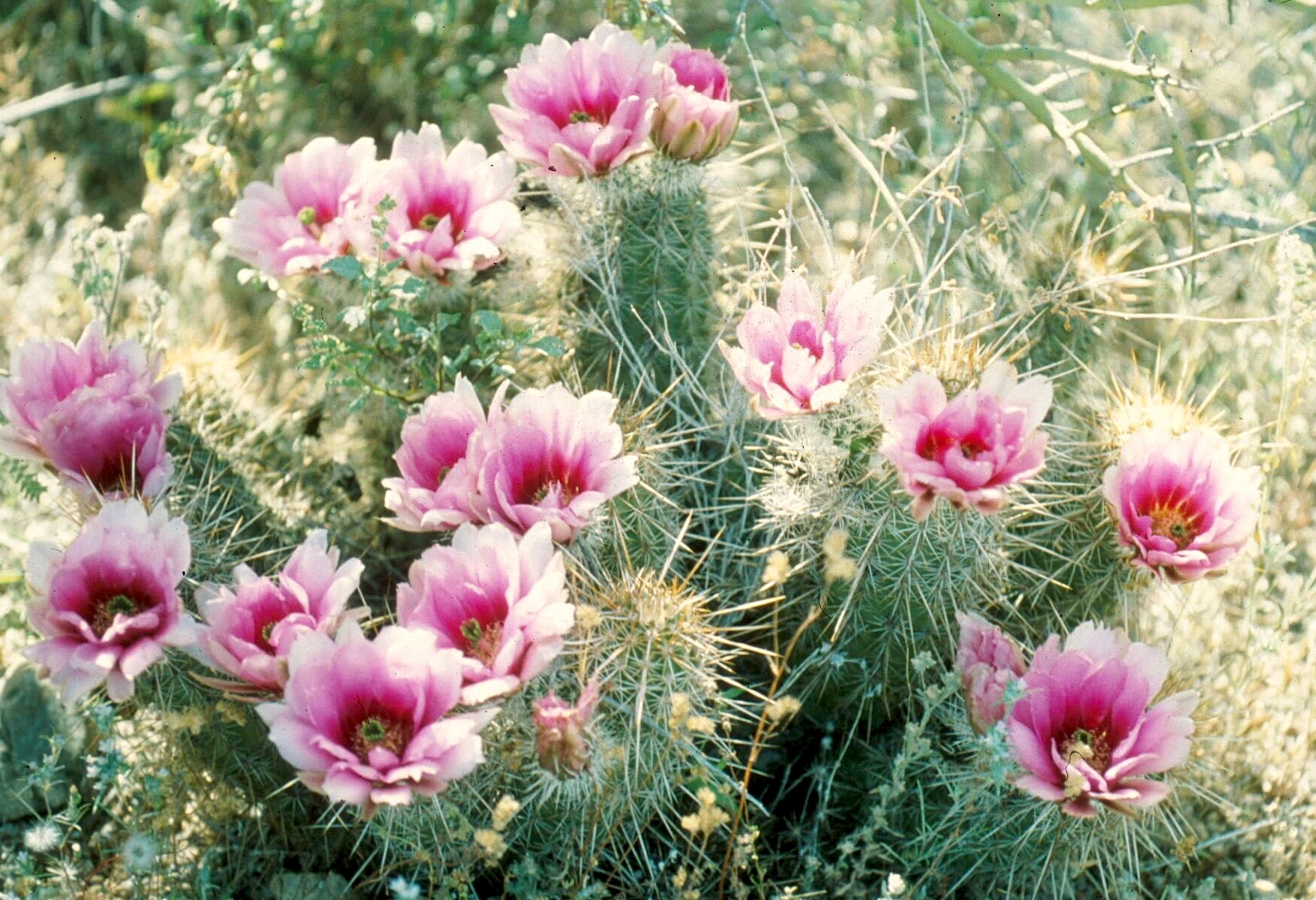
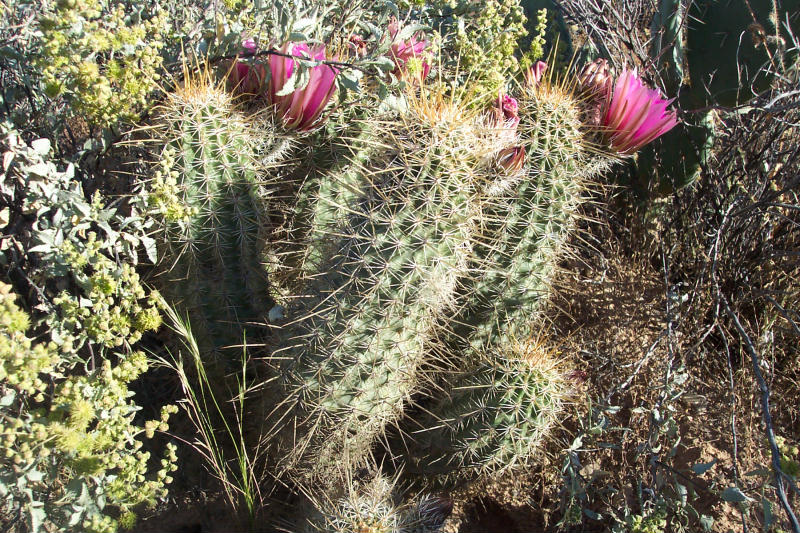
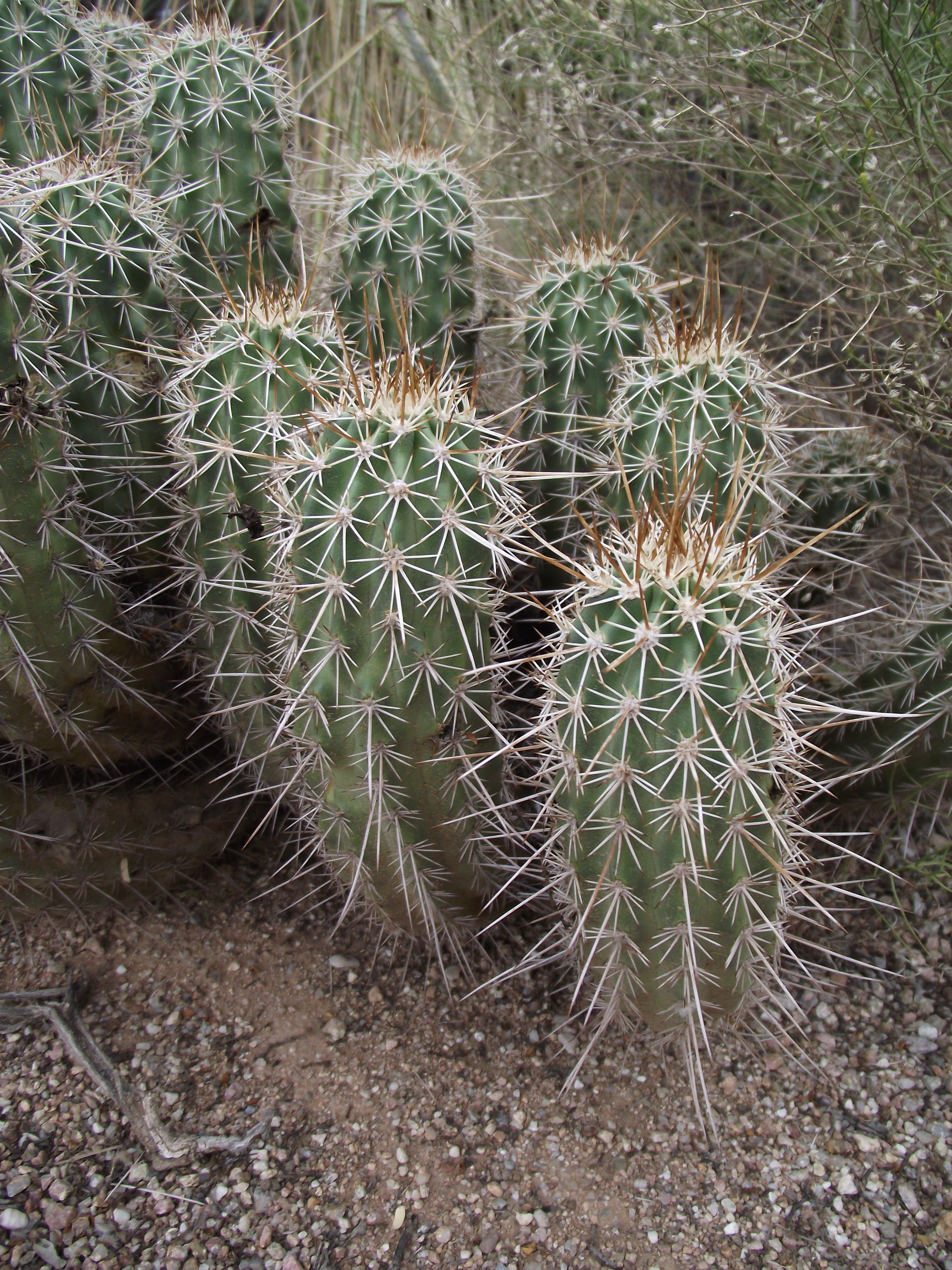
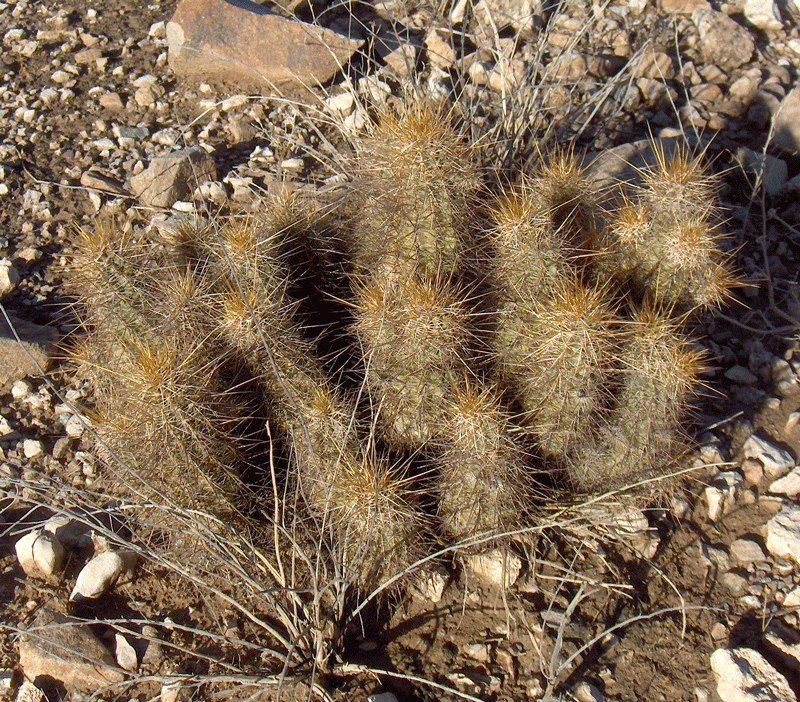